# Herb Leśnicy
Herb Leśnicy – jeden z symboli miasta Leśnica i gminy Leśnica w postaci herbu.

## Wygląd i symbolika
Herb przedstawia w tarczy o polu błękitnym złotego orła górnośląskiego o czerwonym uzbrojeniu, zwróconego heraldycznie w prawo.
Orzeł górnośląski był godłem książąt opolskich.  